# Rue Sainte-Agnès (Cracovie)
 (novembre 2023).
La rue Sainte Agnès (en polonais Ulica Świętej Agnieszki) est une rue du centre historique de Cracovie. Balisée en 1823, elle reçut son nom actuel en 1836, qui provient de l'église de garnison voisine de St. Agnieszka. Les bâtiments sont des principalement des immeubles d'habitation datant de 1870 à 1889.

## Bâtiments
- Au numéro 5 se trouvait la synagogue de l'Association de Prière et de Charité, dévastée par les Allemands pendant la Seconde Guerre mondiale.
- Au numéro 10 se trouve un immeuble historique inscrit au registre des monuments.
- Au numéro 11 se trouvait la synagogue de l'Association Israël Meisels, dévastée par les Allemands pendant la Seconde Guerre mondiale.

## Galerie

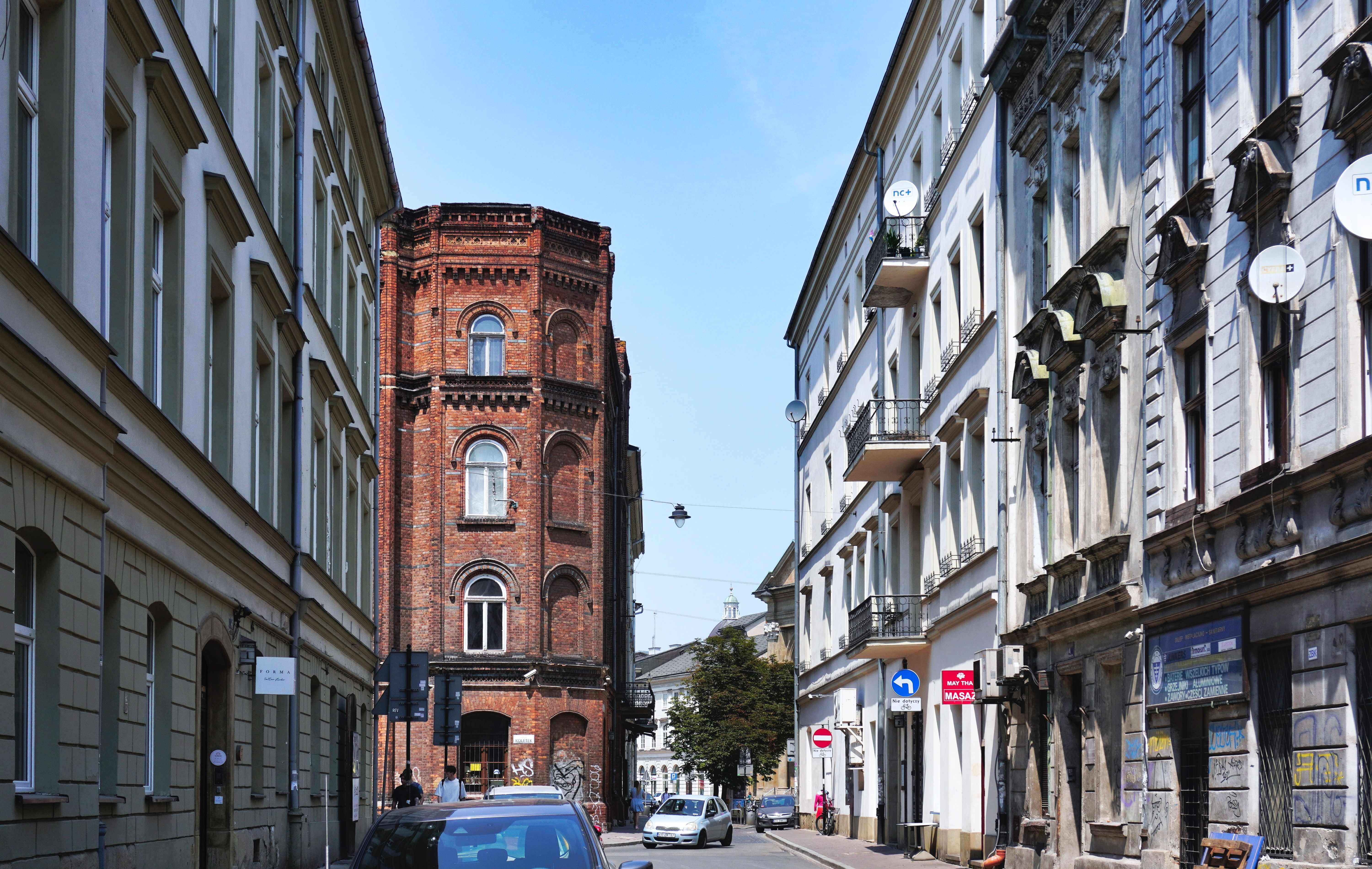
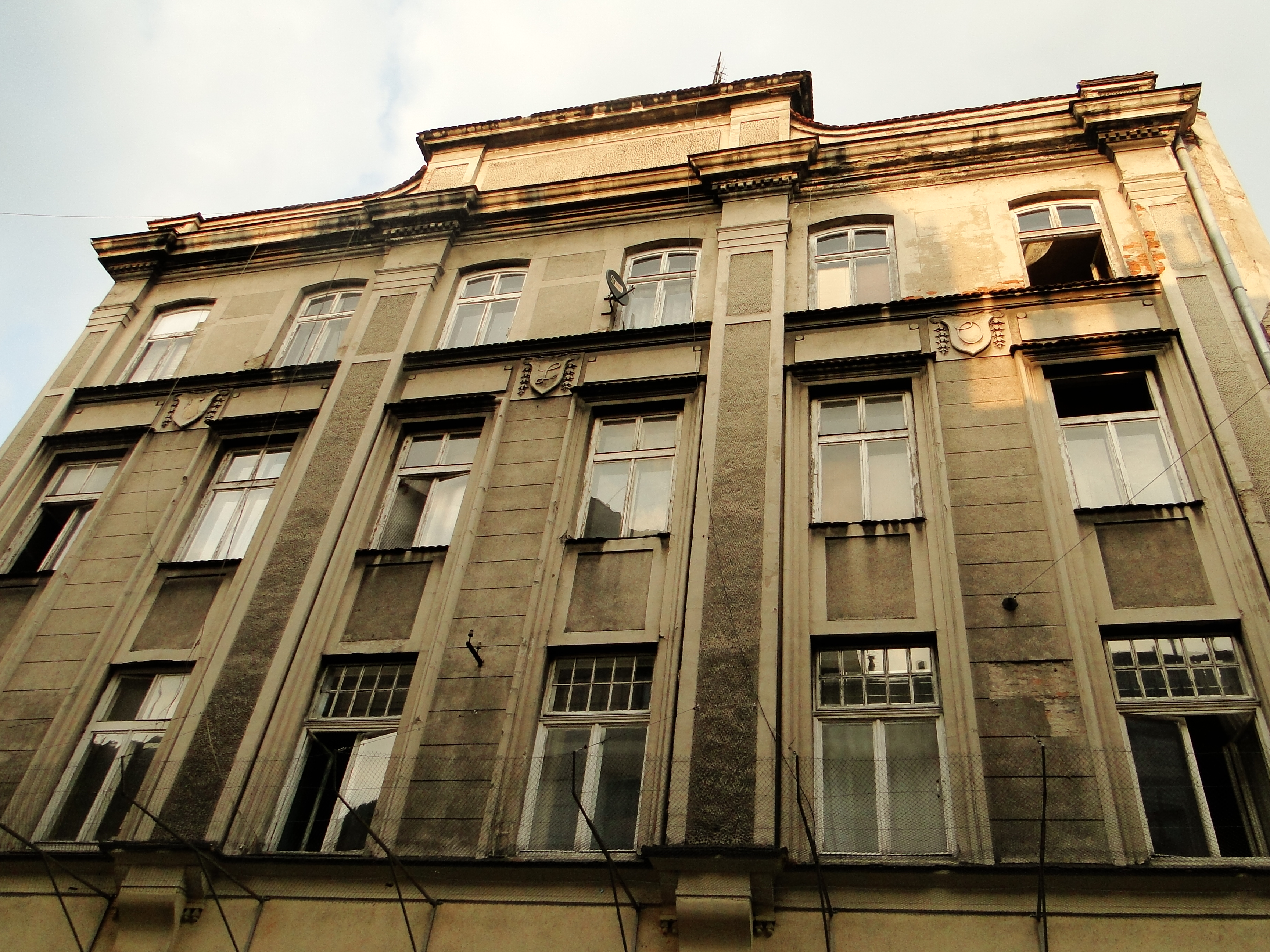